# Straat Saleijer
Straat Saleijer (Indonesisch:Selat Selayar) is een zeestraat in Indonesië.
De zeestraat is gelegen in de provincie Zuid-Sulawesi en vormt de scheiding tussen het eiland Saleijer aan de zuidkant en Kaap Bira op het eiland Sulawesi aan de noordkant.
In de Straat Saleijer liggen de eilanden Kambing en Pasitanete. Zowel ten oosten als ten westen van de Straat Saleijer ligt de Floreszee.